# Središnji masiv
Središnji masiv (francuski: Massif Central) je gorje u južnom dijelu središnje Francuske. 
Planine i visoravni, koje tvore ovo gorje, nastali su kao produkt vulkanizma (Chaîne des Puys) koji je utihnuo posljednjih 10.000 godina. Središnji masiv zapravo je skup planinskih nizova, te najveće izvorište voda u Francuskoj. Teško je prohodan i slabo naseljen, s vrlo nepovoljnom i kišovitom klimom.
Jezgra masiva su planine Mageride s visinom od 1.000 m, na istoku se nalazi veći broj depresija, a južnije od njih smjestio se planinski niz Cevennes. Dalje, zapadno, pruža se vapnenačka zaravan Causses. Prema sjeveru Središnji masiv se sužava i cijeli je pod šumom, osim planine Auvergne, na kojoj se dižu ostaci vulkana Mont Dore. 
Dolina rijeke Rhône, dijeli ga od Alpa na istoku.
Stanovništvo se bavi stočarstvom,jer je ova regija s poljoprivrednog gledišta siromašna. 
Jedan je od najpoznatijih sirarskih krajeva u Francuskoj, gdje se proizvodi čuveni sir Roquefort. Stanovništvo živi u velikim selima.
Središnji masiv svjetski je poznat po termalnim vodama (Vichy).
|  | Portal Francuske – Pristup člancima s tematikom o Francuskoj. |